# اندرو ویور
اندرو ویور (انگلیسی: Andrew Weaver؛ زادهٔ ۱۲ فوریهٔ ۱۹۵۹) دوچرخه‌سوار اهل ایالات متحده آمریکا است.
وی در مسابقات کشوری و بین‌المللی در مجموع برندهٔ ۱ مدال برنز شده‌است.